# Roméo et Jeannette
Roméo et Jeannette est une pièce de théâtre en quatre actes de Jean Anouilh, écrite en 1945 et créée au Théâtre de l'Atelier (Paris) le 20 novembre 1946 dans une mise en scène d'André Barsacq.
Elle fait partie des Nouvelles pièces noires avec Jézabel (1932), Antigone (1944) et Médée (1953).

## Résumé
La famille de Julia, qui est sur le point d'épouser Frédéric, est censée l'accueillir pour faire connaissance avec le futur époux et la future belle-mère.
Mais rien n'est prêt ; tout à l'inverse. Quel affront et quelle honte pour Julia, pourtant si prévenante, si gentille, si serviable et si généreuse. Et que d'émotions elle va devoir supporter lorsqu'elle découvre dans quelles conditions de vie elle retrouve chacun des membres de sa famille, tous aussi perdus et à l'abandon les uns que les autres. Une vraie catastrophe. On la plaint, cette pauvre Julia.
Derrière l'humour désabusé et extrêmement sarcastique du frère et le caractère extrêmement négligé du père, se cache une situation des plus sinistres et une vision de l'amour loin de l'idéal qu'on peut en dresser.
Et le meilleur (ou le pire) se profile avec l'arrivée de la sœur, Jeannette...

## Distribution originale
- Jean Chevrier : Frédéric
- Maria Casarès : Jeannette
- Suzanne Flon : Julia
- Michel Bouquet : Lucien
- Robert Vattier : le père
- Odette Talazac : la mère
- Paul Laurent : le facteur

Jean Vilar a repris le rôle de Frédéric à partir du 30 novembre 1946.

## Distribution lors de la reprise de 1993 au Théâtre de l'Œuvre
La pièce a été reprise le 26 janvier 1993 au Théâtre de l'Œuvre dans une mise en scène de Daniel Ivernel, des décors de Guillaume Ivernel et avec des costumes de Christian Piget. Gwendoline Hamon, qui joue le rôle de Julia, est la petite-fille de l'auteur Jean Anouilh. Fabrice Eberhard a été nommé pour le Molière du comédien dans un second rôle en 1993.
- Christian Vadim : Frédéric
- Charlotte Valandrey : Jeannette
- Gwendoline Hamon : Julia
- Fabrice Eberhard : Lucien
- Daniel Ivernel : le père
- Marie-Thérèse Arène : la mère

## Autres mise en scène
La pièce a été jouée en juillet, septembre et octobre 2015 à La Comédie Saint-Michel à Paris dans une mise en scène de Vincent Marbeau et sera reprise en février et mars 2016 au théâtre Le Brady. 